# رودولف بیتنر
رودولف بیتنر (به آلمانی: Rudolf Bittner) (۱۸ دسامبر ۱۹۲۱ – ۲۱ ژانویه ۱۹۴۵) نظامی آلمانی در دوره رایش سوم بود که در جریان جنگ جهانی دوم در ورماخت خدمت کرد.

## خدمت
رودولف بیتنر سال ۱۹۲۱ در زاکسن‌هاوزن در شمال برلین زاده شد. پدرش لوله‌کش بود. پس از مدتی کوتاهی عضویت در سازمان شبه‌نظامی خدمات کار رایش، اواخر ماه اوت سال ۱۹۳۹ در هفده سالگی به ورماخت پیوست. دوره آموزشی را در گردان ۳ جایگزینی ضدتانک در پوتسدام گذراند. اواخر سال در گروهان ۲ گردان ۵۶۱ ضدتانک، در سطح ارتش میدانی، مجهز به توپ‌های ۳۷ میلی‌متری پاک ۳۶ قرار گرفت. با آغاز جنگ جهانی دوم، جریان نبرد فرانسه یگان او در مقابل خط دفاعی ماژینو بود اما درگیری قابل توجهی با تانک‌های فرانسوی نداشت. پس از این کارزار به درجه سرباز یکم ترفیع گرفت و در گروهان ۲ توپچی شد. در این حال گردان او به توپ‌های خودکششی ضدتانک ۴۷ میلی‌متری پانتسرییگر ۱ تجهیز گردید. این یگان در آغاز عملیات بارباروسا، تهاجم به شوروی، از ارتش نهم پشتیبانی می‌کرد. بیتنر در نبردهای دفاعی شدید در برآمدگی رژف در زمستان سال ۱۹۴۱/۱۹۴۲ حضور داشت. ماه مه سال ۱۹۴۲ دوازده قبضه توپ پاک ۴۱ به گردان او تعلق گرفت و بیتنر توپچی یکی از آن‌ها شد. گروهان او اوایل ماه اوت در تهاجم جبهه غربی شوروی برای دفاع به زوبتسوف فرستاده شد. با در اختیار داشتن مقدار کافی مهمات، بیتنر هفت تانک سنگین کی‌وی-۱ دشمن را منهدم کرد. با وجود این که زوبتسوف در نهایت سقوط کرد، دفاع ضدتانک آلمان در این نقطه در عرض سه روز نزدیک به نیمی از ۳۰۰ تانک مهاجم دشمن را از میان برد. روز ۹ سپتامبر بیتنر به ابتکار خود موقعیت توپ را جابه‌جا کرد و توانست از یک گروه متشکل از پنج تانک کی‌وی-۱ دشمن، چهار مورد را منهدم کند و به پنجمی آسیب بزند. بیتنر تا این زمان مجموعا ۲۳ تانک دشمن را منهدم کرده بود. به جهت این‌گونه «سلحشوری» در مقابل تانک‌های سنگین دشمن، ماه نوامبر سال ۱۹۴۲ نشان عالی صلیب شوالیه صلیب آهنین به او اعطا شد و به درجه سرجوخه ترفیع گرفت. به جهت کمبود مهمات با هسته تنگستن، توپ‌های پاک ۴۱ میانه سال ۱۹۴۳ از خط مقدم خارج و یگان بیتنر با توپ‌های خودکششی ضدتانک ماردر ۲ باز تجهیز شد. او در جایگاه فرماندهی دسته قرار گفت و دو سال آینده را درگیر تلاش برای کاهش سرعت پیشروی دشمن به سمت غرب بود. در نهایت ماه ژانویه سال ۱۹۴۵ در حین عقب‌نشینی در ناحیه سیلزی علیا، سرجوخه رودولف بیتنر مفقودالاثر شد.

## نشان‌ها
- صلیب شوالیه صلیب آهنین: سرباز دوم - توپچی گروهان ۲ در گردان ۵۶۱ ضدتانک : ۲۸ نوامبر ۱۹۴۲[۱]